# Matkoma
Matkoma är en svensk Youtube-duo från Göteborg (ursprungligen Herrljunga) som grundades 30 april 2016 av Anton Lundell (född 17 mars 1988) och Adam Åstrand (född 5 januari 1988).
År 2016 lanserades Youtube-kanalen Matkoma av barndomsvännerna Anton Lundell, som har en eftergymnasial utbildning i försäljning, och Adam Åstrand, som har en magisterexamen i marknadsföring. Det började som ett internskämt för att se hur mycket de kunde äta. I september 2018 blev det en heltidssysselsättning.
Kanalen hade i april 2023 cirka 357 000 prenumeranter och har listats som en av de mäktigaste på Youtube på Medieakademins Maktbarometer. 2022 var kanalen den tjugoåttonde mäktigaste på svenska Youtube.
Många av Matkoma videoklipp har bestått av mat- eller dryckesrelaterade utmaningar och mukbangs. En del av dessa utmaningar har bestått av att äta så stor mängd mat som möjligt, något som kan resultera i just "matkoma". De har även publicerat smaktester och produktjämförelser. Enligt Matkoma är det mest i underhållande syfte.
I februari 2020 uppmärksammades Matkoma i nyhetsmedier efter att i ett inslag ha kontrollvägt en inköpt entrecote och upptäckt att den faktiska vikten var mycket lägre än den uppmärkta. Axfood beklagade det inträffade och förklarade det med förskjutning från maskinen till märkningen i samband med etikettering, något som medförde att många varor fick antingen högre eller lägre vikt.
Matkomas Youtube-kanal omsatte omkring 1,5 miljoner kronor år 2018.
Matkoma har även varit domare i SM i hamburgare, där tillverkaren av Sveriges bästa hamburgare utses.